# Anne Firor Scott
Anne Firor Scott (* 24. April 1921 in Montezuma (Georgia); † 5. Februar 2019 in Chapel Hill, North Carolina) war eine US-amerikanische Historikerin.

## Biografie
Scott studierte an der University of Georgia mit dem Bachelor-Abschluss 1941, erhielt 1944 ihren Master-Abschluss in Politikwissenschaften an der Northwestern University. Während der Kriegszeit arbeitete sie in Washington, D.C. für die National League of Women Voters. Nach dem Krieg heiratete sie den Navy-Piloten und späteren Politikwissenschaftler Andrew M. Scott und hatte mit ihm drei Kinder. Sie wurde 1958 am Radcliffe College promoviert. Sie lehrte am Haverford College und in Teilzeit an der University of North Carolina (als erste Frau in deren Geschichtsfakultät). Dabei folgte sie den Orten der Karriere ihres Mannes, mit dem sie 1960 in Italien war, wo er Fulbright-Professor war. Ab 1961 lehrte sie an der Duke University (auf einer Stelle, die ursprünglich nur als Vertretungsposition gedacht war, bis ein männlicher Kandidat gefunden war), an der sie die W. K. Boyd Professor für Geschichte innehatte, 1980 der Geschichtsfakultät vorstand und 1991 emeritiert wurde.
Sie befasste sich mit der Rolle von Frauen in der (politischen) Geschichte der USA. In ihrem Buch The Southern Lady von 1970 zeigte sie anhand der Auswertung von Tagebüchern und Briefen, dass Frauen in den Südstaaten der USA keineswegs unpolitisch waren, sondern wesentlich das politische Geschehen mitprägten. Sie spielte eine Vorreiterrolle in der Etablierung von Frauengeschichte als Gegenstand des Curriculums in den USA. Mit ihrem Mann schrieb sie ein Buch über die Suffragettenbewegung. 1985 bis 1998 leitete sie das Jane Addams Paper Project und gab 2006 den Briefwechsel zweier ungewöhnlicher Frauen heraus, der politischen Aktivistin Caroline Ware (mit der Scott auch befreundet war) und der afroamerikanischen Bürgerrechtsanwältin, Professorin und Feministin (und ersten Priesterin der Episkopalischen Kirche) Pauli Murray.
Scott war in der  North Carolina Commission on the Status of Women und im Citizens’ Advisory Council on the Status of Women des US-Präsidenten Lyndon B. Johnson.
Sie war 1984 Präsidentin der Organization of American Historians (OAH) und 1989 der Southern Historical Association. 2002 erhielt sie den Distinguished Service Award der OAH, 1994 die University Medal der Duke University und 2008 den Scholarly Achievement Award der American Historical Association. 2013 erhielt sie die National Humanities Medal und 2016 den Arthur M. Schlesinger Jr. Award. Die OAH vergibt ihr und Gerda Lerner zu Ehren den Lerner-Scott-Preis. 2004 wurde sie Fellow der American Academy of Arts and Sciences. Sie war Ehrendoktorin des  Queens College, der Northwestern University, des Radcliffe College und der University of the South.

## Schriften (Auswahl)
- The Southern Lady: From Pedestal to Politics, 1830–1930, 1970, University of Virginia Press 1995
- Women in American Life, 1970
- The American woman: who was she?, Eyewitness accounts of American history series, 1971
- mit Andrew M. Scott: Natural Allies, One Half the People, 1975
- What, then, is the American; this new woman?, 1978
- Making the Invisible Woman Visible, 1984
- mit Suzanne Lebsock: Virginia Women: The First Two Hundred Years, 1988
- Natural Allies: Women’s Associations in American History, 1992
- Unheard Voices: The First Historians of Southern Women, 1993
- Herausgeberin mit Pauli Murray and Caroline Ware: Forty Years of Letters in Black and White, 2006
- mit Dorothy S. Shawhan, Martha H. Swain: Lucy Somerville Howorth: New Deal Lawyer, Politician, and Feminist from the South, 2011